# Roland Garros 1989
De 88e editie van het Franse grandslamtoernooi, Roland Garros 1989, werd gehouden van maandag 29 mei tot en met zondag 11 juni 1989. Voor de vrouwen was het de 82e editie. Het toernooi werd gespeeld in het Roland-Garrosstadion in het 16e arrondissement van Parijs.

## Belangrijkste uitslagen
Mannenenkelspel

Finale: Michael Chang (VS) won van Stefan Edberg (Zweden) met 6–1, 3–6, 4–6, 6–4, 6–2
Vrouwenenkelspel

Finale: Arantxa Sánchez Vicario (Spanje) won van Steffi Graf (West-Duitsland) met 7–66, 3–6, 7–5
Mannendubbelspel

Finale: Jim Grabb (VS) en Patrick McEnroe (VS) wonnen van Mansour Bahrami (Iran) en Éric Winogradsky (Frankrijk) met 6–4, 2–6, 6–4, 7–65
Vrouwendubbelspel

Finale: Larisa Savtsjenko (Sovjet-Unie) en Natallja Zverava (Sovjet-Unie) wonnen van Steffi Graf (West-Duitsland) en Gabriela Sabatini (Argentinië) met 6–4, 6–4
Gemengd dubbelspel

Finale: Manon Bollegraf (Nederland) en Tom Nijssen (Nederland) wonnen van Arantxa Sánchez Vicario (Spanje) en Horacio de la Peña (Argentinië) met 6–3, 6–7, 6–2
Meisjesenkelspel

Finale: Jennifer Capriati (VS) won van Eva Švíglerová (Tsjecho-Slowakije) met 6–4, 6–0
Meisjesdubbelspel

Finale: Nicole Pratt (Australië) en Wang Shi-ting (Taiwan) wonnen van Cathy Caverzasio (Italië) en Silvia Farina (Italië) met 7-5, 3-6, 8-6
Jongensenkelspel

Finale: Fabrice Santoro (Frankrijk) won van Jared Palmer (VS) met 6–3, 3–6, 9–7
Jongensdubbelspel

Finale: Johan Anderson (Australië) en Todd Woodbridge (Australië) wonnen van Luis Herrera (Mexico) en Mark Knowles (Bahama's) met 6-3, 4-6, 6-2
1891 · 1892 · 1893 · 1894 · 1895 · 1896 · 1897 · 1898 · 1899 · 1900 · 1901 · 1902 · 1903 · 1904 · 1905 · 1906 · 1907 · 1908 · 1909 · 1910 · 1911 · 1912 · 1913 · 1914 · 1915–1919 · 1920 · 1921 · 1922 · 1923 · 1924 · 1925 · 1926 · 1927 · 1928 · 1929 · 1930 · 1931 · 1932 · 1933 · 1934 · 1935 · 1936 · 1937 · 1938 · 1939 · 1940–1945 · 1946 · 1947 · 1948 · 1949 · 1950 · 1951 · 1952 · 1953 · 1954 · 1955 · 1956 · 1957 · 1958 · 1959 · 1960 · 1961 · 1962 · 1963 · 1964 · 1965 · 1966 · 1967
↓ open tijdperk ↓
1968 (m-v-md-vd-gd) · 1969 (m-v-md-vd-gd) · 1970 (m-v-md-vd-gd) · 1971 (m-v-md-vd-gd) · 1972 (m-v-md-vd-gd) · 1973 (m-v-md-vd-gd) · 1974 (m-v-md-vd-gd) · 1975 (m-v-md-vd-gd) · 1976 (m-v-md-vd-gd) · 1977 (m-v-md-vd-gd) · 1978 (m-v-md-vd-gd) · 1979 (m-v-md-vd-gd) · 1980 (m-v-md-vd-gd) · 1981 (m-v-md-vd-gd) · 1982 (m-v-md-vd-gd) · 1983 (m-v-md-vd-gd) · 1984 (m-v-md-vd-gd) · 1985 (m-v-md-vd-gd) · 1986 (m-v-md-vd-gd) · 1987 (m-v-md-vd-gd) · 1988 (m-v-md-vd-gd) · 1989 (m-v-md-vd-gd) · 1990 (m-v-md-vd-gd) · 1991 (m-v-md-vd-gd) · 1992 (m-v-md-vd-gd) · 1993 (m-v-md-vd-gd) · 1994 (m-v-md-vd-gd) · 1995 (m-v-md-vd-gd) · 1996 (m-v-md-vd-gd) · 1997 (m-v-md-vd-gd) · 1998 (m-v-md-vd-gd) · 1999 (m-v-md-vd-gd) · 2000 (m-v-md-vd-gd) · 2001 (m-v-md-vd-gd) · 2002 (m-v-md-vd-gd) · 2003 (m-v-md-vd-gd) · 2004 (m-v-md-vd-gd) · 2005 (m-v-md-vd-gd) · 2006 (m-v-md-vd-gd) · 2007 (m-v-md-vd-gd) · 2008 (m-v-md-vd-gd) · 2009 (m-v-md-vd-gd) · 2010 (m-v-md-vd-gd) · 2011 (m-v-md-vd-gd) · 2012 (m-v-md-vd-gd) · 2013 (m-v-md-vd-gd) · 2014 (m-v-md-vd-gd) · 2015 (m-v-md-vd-gd) · 2016 (m-v-md-vd-gd) · 2017 (m-v-md-vd-gd) · 2018 (m-v-md-vd-gd) · 2019 (m-v-md-vd-gd) · 2020 (m-v-md-vd) · 2021 (m-v-md-vd-gd) · 2022 (m-v-md-vd-gd) · 2023 (m-v-md-vd-gd) · 2024 (m-v-md-vd-gd)
Lijst van Roland Garroswinnaars